# Crocidura raineyi
Crocidura raineyi är en däggdjursart som beskrevs av Heller 1912. Crocidura raineyi ingår i släktet Crocidura och familjen näbbmöss. IUCN kategoriserar arten globalt som otillräckligt studerad. Inga underarter finns listade i Catalogue of Life.
Arten är bara känd från en bergstrakt i centrala Kenya. Den hittades där i skogar, vanligen nära periodiska vattendrag. Antagligen föredrar Crocidura raineyi torra skogar. Den har kanske en större utbredning på grund av att liknande habitat är ganska vanligt i regionen.